# 長鎖アシルCoAデヒドロゲナーゼ
長鎖アシルCoAデヒドロゲナーゼ (long-chain-acyl-CoA dehydrogenase) は、脂肪酸代謝酵素の一つで、次の化学反応を触媒する酸化還元酵素である。
アシルCoA + 電子伝達フラボタンパク質 {\displaystyle \rightleftharpoons } 2,3-デヒドロアシルCoA + 還元型電子伝達フラボタンパク質
反応式の通り、この酵素の基質はアシルCoAと電子伝達フラボタンパク質、生成物は2,3-デヒドロアシルCoAと還元型電子伝達フラボタンパク質である。補因子としてFADを用いる。
組織名はlong-chain-acyl-CoA:acceptor 2,3-oxidoreductaseで、別名にpalmitoyl-CoA dehydrogenase, palmitoyl-coenzyme A dehydrogenase, long-chain acyl-coenzyme A dehydrogenase, long-chain-acyl-CoA:(acceptor) 2,3-oxidoreductaseがある。